# USS Indianapolis (SSN-697)
Za druga plovila z istim imenom glejte USS Indianapolis.
USS Indianapolis (SSN-697) je jedrska jurišna podmornica razreda los angeles.